# Ingrid Oliver
 (mars 2018).
Si vous disposez d'ouvrages ou d'articles de référence ou si vous connaissez des sites web de qualité traitant du thème abordé ici, merci de compléter l'article en donnant les références utiles à sa vérifiabilité et en les liant à la section « Notes et références ».
Ingrid Oliver est une actrice britannique, née en 1977. Elle est connue pour jouer Petronella Osgood, un personnage secondaire dans la série télévisée de la BBC Doctor Who.

## Filmographie

### Cinéma
- 2005 : Footprints in the Snow : Gestionnaire de sauvegardes
- 2007 : Biffovision : Mlle Peggy
- 2007 : Comedy Showcase : Rebecca Black
- 2007 : Watson and Oliver : The Movie : elle-même
- 2008 : Angus, Thongs and Perfect Snogging : Mlle Stamp
- 2014 :  96 Ways to Say I Love You : Cammy
- 2014 : Game Face : Clare
- 2019 : Le Coup du siècle (The Hustle) de Chris Addison : Brigitte Desjardins
- 2019 : Last Christmas de Paul Feig : policière Crowley
- 2025 : The Thursday Murder Club de Chris Columbus

### Séries télévisées
- 2005 : Doc Martin : technicienne radio (1 épisode)
- 2006 : Vital Signs : mère numéro 2 (1 épisode)
- 2008 : Peep Show : Natalie (1 épisode)
- 2008 : The Gym : Miriam (1 épisode)
- 2008 : The Wrong Door : différents personnages (6 épisodes)
- 2008 : Tonightly : Ingrid (1 épisode)
- 2009 : Plus One : Rebecca Black (5 episodes)
- 2009 : The Fixer : Sadie (1 épisode)
- 2010 : Material Girl : Mimi Throckmorton (6 épisodes)
- 2010 : The Persuationists : Harriet (1 épisode)
- 2011 : Lead Balloon : Jenny (1 épisode)
- 2011 : Twenty Twelve (1 épisode)
- 2012 - 2016 : The Increasingly Poor Decisions of Todd Margret : Yancy McPickles, Vanessa Blojabditz (4 épisodes)
- 2013 - 2015 : Doctor Who : Pettronella Osgood (4 épisodes)
- 2016 : Plebs : Camilla (1 épisode)
- 2016 : The Magicians : Dragon (voix) (1 épisode)
- 2019 : Affaires non classées : D.I. Briggs (2 Episodes)
- 2020 : Doctor Who : The Zygon Isolation : Pettronella Osgood (mini-épisode)